# ボーカメ

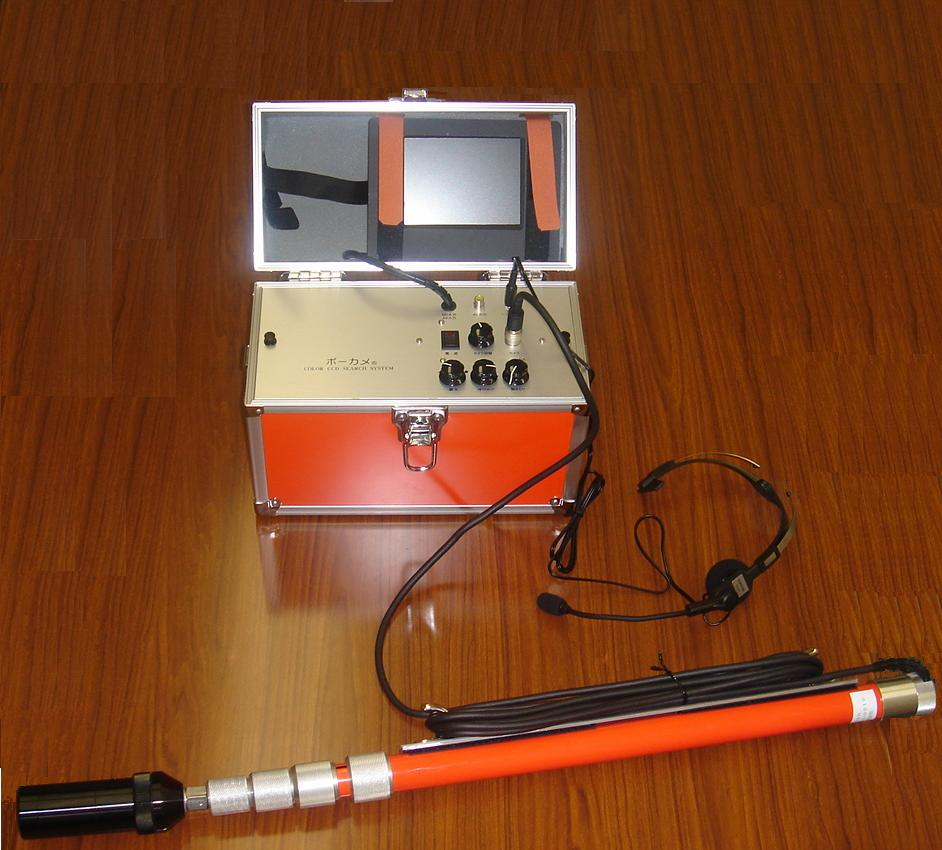
ボーカメ（NT-740SD）

ボーカメとは、災害時の要救助者探索のための画像探索機の通称。新菱工業株式会社の製品で、形式番号はNT-740SD。正式名称は画像探索機II型。

## 概要
震災時の被災者を探索するため、4.25メートルの繊維強化プラスチック製伸縮自在棒の先に被災者を目視するためのCCD映像素子と、生被災者への呼びかけ、被災者の声の聞き取り確認する機器および照明装置が取り付けられた画像探索器である。
日本の消防の特別救助隊が運用する救助工作車に積載している救助資機材の中で高度救助資機材に分類され、高度救助隊・特別高度救助隊・東京消防庁の消防救助機動部隊および日本国際緊急援助隊救助チームのほか、日本の警察の広域緊急援助隊特別救助班（P-REX）の標準装備品となっている。

## 開発
1995年1月の阪神・淡路大震災時に倒壊家屋の下敷きになった犠牲者が多く、早期に生存者を発見する手立てが無い現状から、東京消防庁の救助課と共同で仕様を決定して1996年に製造される。東京消防庁の標準装備品で、また日本国国際緊急援助隊の標準装備として、世界各国の震災災害時に出動して人命救助に当たる。

## 特徴
1. 生存者確認のため、画像確認、生存者への呼びかけ、生存者の声の聞き取り確認、照明装置がコンパクトな機器としてまとめられている。
2. 救助者が誰でも簡単な操作で救助活動が行える機能。
3. 国産の安価な機材で造られており、アルカリ単1電池で駆動できる。
4. 頑健な構造なので、危険な現場での作業に最適。
5. 先端に正面カメラのみでなく、側視カメラを搭載。横方向の目視も可能。

## 実績
2004年の新潟県中越地震では、土砂崩れで自動車に閉じ込められていた男児を発見する際にも使用された。また、2005年のJR福知山線脱線事故では、生存者発見のために使用された。2011年の東日本大震災では、津波被害を受けた地域において原型をとどめている被災建物内の捜索活動に使用された。
国際緊急援助隊は震災発生時にボーカメを携え、世界各地で人命救助に当たる。